# Fais ça court !
Fais ça court ! est une émission de télévision québécoise en 52 épisodes d'environ 30 minutes réalisé par Simone Leduc, produite par Marie Brissette, et diffusée entre le 13 septembre 2007 et le 26 mars 2009 sur Télé-Québec.

## Concept
Sous la forme d'une compétition, chaque semaine deux équipes de jeunes créateurs (18 à 35 ans), un scénariste et un réalisateur, doivent réaliser sous l'œil de la caméra, un court métrage de fiction d'une durée de 2 minutes. Ils ont à composer avec le même lieu, les mêmes acteurs, les mêmes costumes et accessoires. En trois jours, les participants doivent écrire leur scénario, en faire le découpage, rencontrer les comédiens et l'équipe de tournage, tourner et faire le montage final de leur film.
À la fin de chaque émission, les téléspectateurs sont invités à voter pour le meilleur court métrage.
Les émissions de la saison automne 2007 et hiver 2008 furent animées par l'actrice et réalisatrice Mariloup Wolfe. Stéphane Bellavance est l'animateur pour l'édition de l'automne 2008.

## Participants

### Automne 2007
- Francis Delfour (Montréal) et Guillaume Lonergan (Montréal)
- Joëlle Hébert (Montérégie) et Pierre-Antoine Fournier (Laurentides)
- Mélanie Dion (Saint-Dominique) et Dominic Dorval (Saint-Constant)
- Nicolas Gauthier (Alma) et Jimmy Larouche (Alma)
- Catherine Thériault (Montréal) et Simon Laganière (Trois-Rivières)
- Pascale Marcotte (Montréal) et Dominique Laurence (Montréal)
- Anh Minh Truong (Sherbrooke) et Jean-Philippe Boudreau (Sherbrooke)[2]
- Richard Lacombe (Québec) et Éric Dupuis (Montréal)[3]

### Hiver 2008
- Mélanie Charbonneau (Île d’Orléans) et Benoît Roberge (Québec)
- Alexis Duceppe (Montréal) et Rock Laflamme (Thetford Mines)
- Martine Asselin (Montréal et Québec) et Olivier Gilbert (Québec)
- Philippe-David Gagné (La Baie) et Philippe Arsenault (Montréal)
- Michel Pelland (Saint-Joseph-de-Sorel) et Miryam Bouchard (Montréal)[4]
- Ève Meilleur (Sainte-Adèle) et Dominic Desjardins[5] (Québec)[6]

### Automne 2008
- Patricia Chica (San Salvador - El Salvador) et Sarah Beckett (Ottawa)
- Mathieu Moreau (Montréal) et Martin-Philippe Tremblay (Shawinigan)
- Yann Tanguay (St-Ferdinand) et Christian Lalumière (Montréal)
- Michaël Lalancette (Jonquière) et Mathieu Chevalier (Repentigny)
- Anne De Léan (Québec) et Sébastien Godron (Lilie - France)
- Joëlle Desjardins P. (Repentigny) et Christine Crépin (Montréal)
- Philippe Lemieux (St-Georges-de-Beauce) et Alain Fournier (Québec)
- David Plasse (Magog) et François Tremblay (Trois-Rivières)

## Prix et récompenses
- 2008 : Premier prix dans la catégorie competition « reality » au MIPCOM de Cannes[7]